# Rijksarchief te Namen

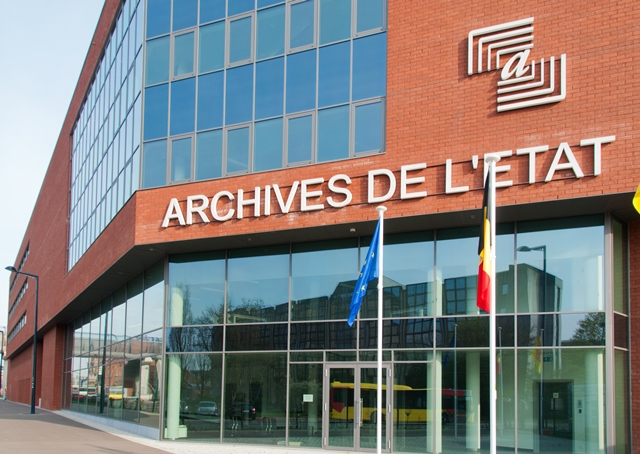
Het Rijksarchief te Namen, Boulevard Cauchy.

Het Rijksarchief te Namen is een van de twintig vestigingen van het Belgische Rijksarchief. Het gebouw in Namen heeft een totale oppervlakte van 9.431 m² en kan 35 lopende kilometer archief herbergen. Er is een leeszaal voor de raadpleging van originele archiefstukken, een leeszaal voor de raadpleging van gedigitaliseerd archief of archief op microfilm, een bibliotheek en een zaal voor tentoonstellingen.

## Geschiedenis
Met een koninklijk besluit van 17 maart 1848 werd Jules Borgnet aangesteld als conservator van het nieuwe Rijksarchief te Namen. Tot 1930 was het archief gehuisvest in het justitiepaleis. Daarna werd verhuisd naar een gebouw in de Rue d'Arquet, dat eigenlijk opgetrokken was als koelhuis. In 2014 verhuisde het Rijksarchief naar zijn huidige locatie: een nieuwbouw aan de Boulevard Cauchy.
De conservators van het Rijksarchief waren:
- 1848-1872: Jules Borgnet
- 1873-1882: Stanislas Bormans
- 1882-1885: Désiré Van de Casteele
- 1885-1906: Léon Lahaye
- 1906-1935: Dieudonné Brouwers
- 1935-1945: Ferdinand Courtoy
- 1946-1952: Félix Rousseau
- 1952-1977: Jean Bovesse
- 1977-1989: Cécile Douxchamps-Lefèvre
- 1989-2001: Daniel Van Overstraeten
- 2001-2005: André Vanrie
- sinds 2005: Emmanuel Bodart

De opeenvolgende archivarissen speelden een belangrijke rol in de geschiedschrijving over Namen en de bewaring van het stedelijk erfgoed. In 1845 was Borgnet één van de oprichters van de Société archéologique de Namur, waarvan hij secretaris werd. Zijn opvolgers engageerden zich eveneens in deze vereniging.

## Bewaarde archieven
Rijksarchief Namen bewaart archief van instellingen, verenigingen, families en natuurlijke personen die een verankering hebben of ooit hadden op het grondgebied van de huidige provincie Namen.
- Lokaal en regionaal overheidsarchief uit het ancien régime.
- Archief van overheidsinstellingen uit de hedendaagse tijd (vanaf 1795).
- Archief van kerkelijke instellingen.
- Minuten van de notarissen.
- Privaatrechtelijk archief: archief van ondernemingen en verenigingen, archief van families en kastelen, Naams fotoarchief (Rijksarchief Namen biedt onderdak aan de vzw Archives photographiques namuroises: beide instellingen werken samen om de onderzoekers toegang te verschaffen tot fotoarchief m.b.t. de geschiedenis van de provincie Namen vanaf het midden van de 19de eeuw).
- Genealogische bronnen.